# Lega (fiume)
Il Lega è un fiume che attraversa la Polonia, ha una lunghezza di 157 chilometri.